# Корінець Дмитро Васильович
Дмитро́ Васи́льович Корінець (псевдо: «Д.Дмитречко», «Бористен», «Бористень», «Гриць», «Штаєр») (* 7 листопада 1913, с. Завадів, Стрийський район, Львівщина — † 29 липня 1944, коло с. Казимірки, Сарненський район, Рівненщина) — заступник з військових справ оперативної групи «Лісова пісня» (09.1943 — 02.1944), шеф штабу Воєнної Округи УПА «Заграва» із оперативної групи УПА-Північ.
Лицар Золотого Хреста Бойової Заслуги 2-го кл. та Золотого Хреста Бойової Заслуги 1-го кл. (посмертно).

## Довоєнні роки
Дмитро Корінець народився в с. Завадів, що на Стрийщині. Вчився у Стрийській гімназії.
Член Пласту у Стрию, потому — УВО, ОУН.
У 1933-39 роках перебував в ув'язненні.

## Друга світова війна
У 1941 році Дмитро Корінець брав участь в похідній групі ОУН.
В УПА був командиром рейдуючого куреня, сотником. У липні 1943 загону «Бористена» в селах на захід від Дубровиці вдалося полонити 2-х угорських солдат, що грабували селян. Після зв'язку із командиром угорської частини полонені обміняні на заарештованого раніше районного провідника мережі ОУН.
Заступник з військових справ оперативної групи «Лісова пісня» (09.1943 — 02.1944).
Шеф штабу Воєнної Округи УПА «Заграва» оперативної групи УПА-Північ.
За вказівкою Д. Корінця, загін «Котловина» та інші підрозділи ВО «Заграва», з наближенням радянсько-німецького фронту на рубежі 1943—1944 років, розділилися на невеликі групи, щоб з найменшими втратами перейти фронт у радянський тил..
15 липня 1944 важко поранений в голову у сутичці з НКВД поблизу села Казимірка (з 1946 — Кузьмівка), Сарненського району на Рівненщині. Помер від ран 29 липня 1944.

## Нагороди
- Згідно з Постановою УГВР від 8.10.1945 р. і Наказом Головного військового штабу УПА ч. 4/45 від 11.10.1945 р. сотник УПА Дмитро Корінець — «Бористен» нагороджений Золотим хрестом бойової заслуги УПА 2 класу.
- Згідно з Постановою УГВР від 11.10.1952 р. і Наказом Головного військового штабу УПА ч. 3/52 від 12.10.1952 р. майор УПА Дмитро Корінець — «Бористен» нагороджений Золотим хрестом бойової заслуги УПА 1 класу.

## Вшанування пам'яті
- Чин майора УПА присвоєний посмертно. 30 липня 1995 перепохований в рідному селі Завадові.
- 13.10.2017 р. від імені Координаційної ради з вшанування пам'яті нагороджених Лицарів ОУН і УПА у м. Стрий Львівської обл. Золотий хрест бойової заслуги УПА 1 класу (№ 004) та Золотий хрест бойової заслуги УПА 2 класу (№ 002)  передані Марії Пальчикевич, сестрі Дмитра Корінця — «Бористена».